# Praxis-Depesche
Die Praxis-Depesche ist eine werbefinanzierte Fachzeitschrift für Allgemeinmedizin und Innere Medizin, die Studien aus internationalen Journalen wie Lancet, BMJ, JAMA, NEJM zusammenfasst und kommentiert. Seit 1986 erscheint die Praxis-Depesche monatlich. Die Auflage liegt bei rund 55.000 Exemplaren. Der größte Teil der Auflage wird kostenlos abgegeben.
Die Fachzeitschrift bietet den Lesern monatlich von der Bayerischen Landesärztekammer zertifizierte ärztliche Fortbildungen (CME).